# Sara Goller
Pour les articles homonymes, voir Goller.
Sara Goller, née le 21 mai 1984 à Starnberg (Allemagne), est une joueuse de beach-volley allemande, désormais retraitée. 
Avec sa compatriote Laura Ludwig, elle a notamment été sacrée Championne d'Europe en 2008 et en 2010 ainsi que Vice-championne d'Europe en 2007 et 2009. Elle est également médaillée de bronze européenne en 2011.

## Carrière

### Les débuts
Sara Goller commence sa carrière professionnelle à l'âge de 18 ans, en 2002. Elle s'associe à partir de 2005 avec sa compatriote Laura Ludwig.

### Fin de carrière
Elle prend sa retraite après les Jeux olympiques d'été de Londres en 2012. Malgré la fin de sa carrière sportive, elle continue à suivre attentivement le monde du Beach-volley, chroniquant ponctuellement pour la FIVB.

## Palmarès

### Jeux olympiques d'été
- Aucune performance significative durant sa carrière sportive...

### Championnats du Monde de beach-volley
- Aucune performance significative durant sa carrière sportive...

### Championnats d'Europe de beach-volley
- Médaille d'or en 2008 à Hambourg, (Allemagne)
- Médaille d'or en 2010 à Berlin, (Allemagne)
- Médaille d'argent en 2007 à Valence, (Espagne)
- Médaille d'argent en 2009 à Sotchi, (Russie)
- Médaille de bronze en 2011 à Kristiansand, (Norvège)

## Vie privée
Sara Goller a étudié la littérature moderne allemande à l'Université de Hambourg. Après sa carrière, elle s'est lancée dans une reconversion comme stagiaire au sein de la chaîne de télévision Sky Allemagne. Elle s'est mariée pendant l'été 2013 et se nomme désormais Sara Niedrig.